# 郝柏傑
郝柏傑（1981年9月9日—），中國演員，出生於雲南昆明，畢業於北京電影學院表演系。

## 電視作品
- 《倚天屠龍記》，飾演：魏碧
- 《御前四寶》，飾演：四寶之一施仕倫
- 《時尚王國》，飾演：馮哲
- 《少年天子——康熙篇》，飾演：曹寅
- 《走向共和》，飾演：載澤
- 《李衛辭官》，飾演：岳小滿
- 《辣媽俏爸》，飾演：孟威龍
- 《牛郎織女》，飾演：夏炎
- 《中國遠征軍》，飾演：楊文
- 《秦皇之戀》飾演：秦皇
- 《潘多拉的秘密》， 飾演：冷劍
- 《邊城》，飾演：一位潛入敵軍的戰士

## 電影作品
- 2004年《十面埋伏》，飾演：捕快王五
- 2006年《缉毒警》
- 2006年《寶石迷蹤》
- 2007年《王子雄兵》
- 2010年《不再沉睡》
- 2009年《鏢行天下》，飾演：男主角吳奇隆的大師兄
- 2011年《王的盛宴》，飾演：虞子期
- 2011年《風過菜花黃》，飾演：張明柏
- 2012年《控城計》，飾演:傑夫
- 2013年《一枝花與鐵臂膀》
- 2014年 《龍灣村的爺們兒》飾演：趙昌明

## 社會活動
2010年，郝柏杰加盟陸川導演的上海世博會中國國家館主題影片《曆程》并擔任男一號，此片被中國國家館永久收藏。